# Gresol de cultures

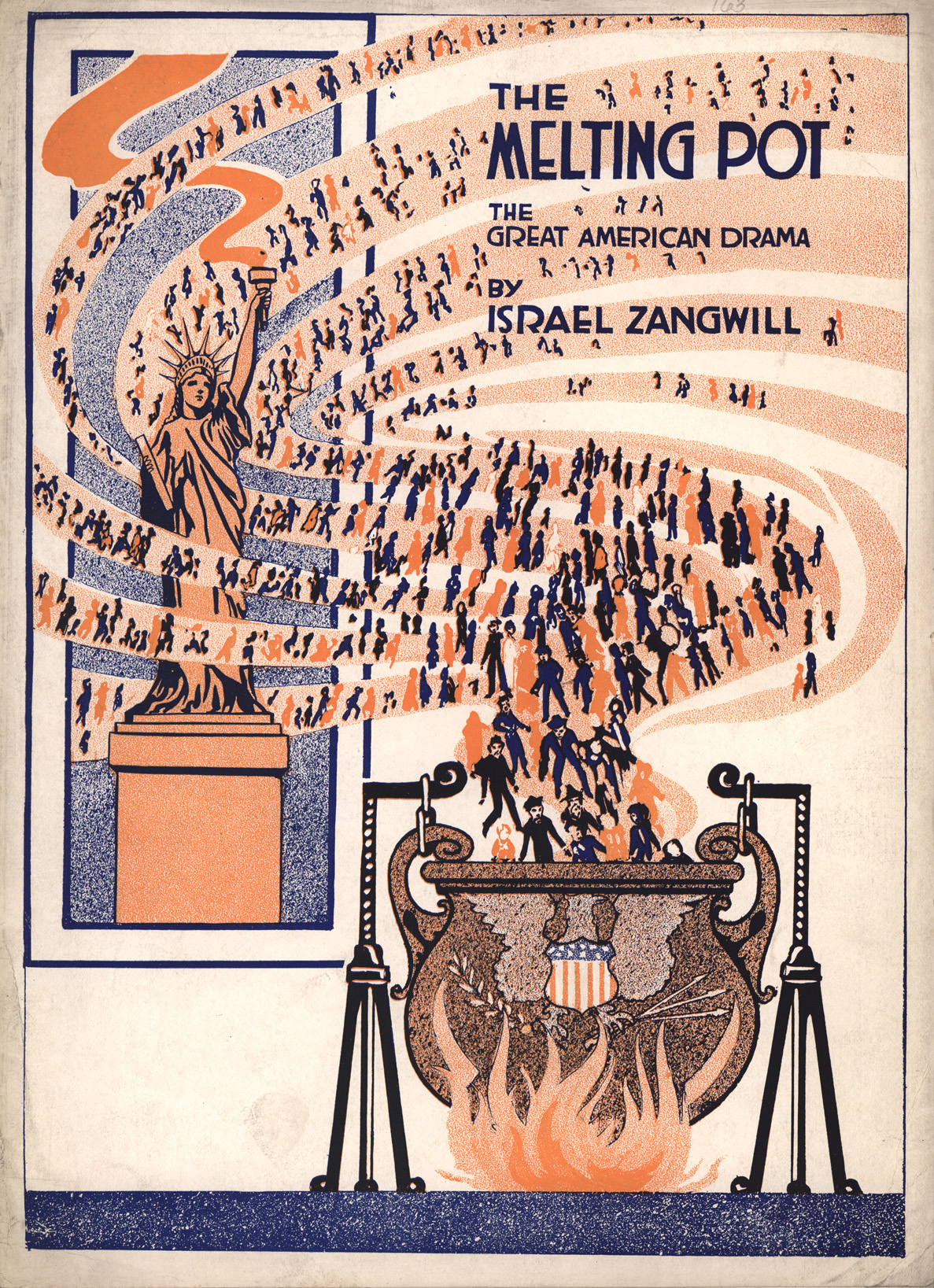
La imatge dels Eststs Units com un gresol de cultures va ser popularitzada el 1988 en l'obra "The Melting Pot.

El gresol de cultures (en anglès The melting pot) és una metàfora monocultural per a designar una societat heterogènia esdevinguda més homogènia. Històricament s'usa sovint per descriure la integració cultural dels immigrants als Estats Units